# Momentum (album)
Momentum – album studyjny amerykańskiego wokalisty i multiinstrumentalisty Neala Morse’a. Muzyka na płycie została utrzymana w stylistyce rocka progresywnego. Wydawnictwo ukazało się 11 września 2012 roku nakładem wytwórni muzycznych Radiant Records, InsideOut Music i Metal Blade Records.

## Lista utworów
Opracowano na podstawie materiału źródłowego.
1. "Momentum" – 6:25
2. "Thoughts (Part 5)" – 7:51
3. "Smoke and Mirrors" – 4:38
4. "Weathering Sky" – 4:15
5. "Freak" – 4:29
6. "World Without End – 33:39
  1. "Introduction"
  2. "Never Pass Away"
  3. "Losing Your Soul"
  4. "The Mystery"
  5. "Some Kind of Yesterday"
  6. "Never Pass Away (Reprise)"

## Twórcy
Opracowano na podstawie materiału źródłowego.
| - Thomas Ewerhard, Man In The Mountain – oprawa graficzna - Randy George – gitara basowa - Bill Hubauer – klarnet, flet, gitara, instrumenty klawiszowe - Mike Portnoy – perkusja, instrumenty perkusyjne - Jerry Guidroz – inżynieria dźwięku - Paul Gilbert – gitara - Adson Sodré – gitara |  | - Chris Thompson – słowa - Ken Love – mastering - Rich Mouser – miksowanie - Joey Pippin – zdjęcia - Neal Morse – produkcja muzyczna, wokal prowadzący, gitara, instrumenty klawiszowe - Chris Carmichael – smyczki - Eric Gillette, Rick Altizer, Wil Morse – wokal wspierający |

## Listy sprzedaży
| Lista                          | Kraj              | Pozycja |
| ------------------------------ | ----------------- | ------- |
| MegaCharts                     | Holandia          | 51      |
| Media Control Charts           | Niemcy            | 56      |
| SNEP                           | Francja           | 166     |
| Billboard Top Christian Albums | Stany Zjednoczone | 36      |